# Criss Angel
Christopher Nicholas Sarantakos (n. 19 decembrie 1967), mai bine cunoscut sub numele său de scenă  Criss Angel, este un iluzionist american, muzician și cascador. El este cel mai bine știut pentru show-ul său Criss Angel Mindfreak.

## Viața
Angel a crescut în East Meadow, Long Island, New York și a urmat cursurile școlii East Meadow High School.Cu toate că Angel a fost văzut cu soția sa în iluzia îngropați de vii (sezon 1, episod 6, 2005), ea nu a fost prezentata ca soția lui. Mai degrabă ea a fost menționată ca "Fata lui Criss '". În timpul procedurilor de divorț avocatul soției a susținut că relația lor a fost ținută secreta pentru a continua cariera lui Criss.
Două dintre cele mai mari influențe sale magice sunt Harry Houdini și Richiardi. Tatal sau a fost, de asemenea, o mare influență asupra lui, mai ales după o lungă bătălie cu cancerul până la moartea sa în 1998. Ca adolescent, el a fost magician la petreceri aniversare, cluburi de noapte și evenimente private.
A luat licenta pirotehnica la vârsta de 18 ani.
Angel este singurul magician care a câștigat Magicianul Merlin al Anului de două ori: în 2001 și 2004.
El deține recorduri mondiale pentru cel mai lung timp scufundat sub apă (24 ore), cea mai lungă de suspendare corp (5 ore, 42 minute), etc.

## Legături  externe
- Criss Angel site oficial
- Criss Angel la Internet Movie Database
- Official Criss Angel Mindfreak website la A&E
- Criss Angel la MySpace
- Articol despre divorțul lui Criss Angel
- Criss Angel Believe Arhivat în 23 iulie 2008, la Wayback Machine. la Cirque Du Soleil

1. ↑   https://walkoffame.com/criss-angel/ Lipsește sau este vid: |title= (ajutor)